# Hallo Baby
Hallo Baby är en svensk film från 1976 regisserad av Johan Bergenstråhle och med manus av Marie-Louise De Geer Bergenstråhle som också spelar huvudrollen.
Filmen är en av titlarna i boken Tusen svenska klassiker (2009).

## Handling
Filmen handlar om en flickas uppväxt i en storstad. I filmens början är hon ett barn, i slutet har hon fött sitt eget barn.

## Om filmen
Filmen är inspelad i Berns Salonger, Filmhuset, Galleri Heland, Gamla stan, Konstfackskolan, Oscarsteatern, Sabbatsbergs sjukhus, och Stadsteatern, samtliga i Stockholm. Den hade premiär den 28 januari 1976 och är tillåten från 15 år.

## Rollista (i urval)
- Marie-Louise De Geer Bergenstråhle - flickan
- Malin Gjörup - flickan som barn
- Anders Ek - sig själv
- Björn Gustafson - den homosexuelle vännen, dansare
- Keve Hjelm - andre maken
- Toivo Pawlo - flickans far
- Håkan Serner - förste maken
- Britt Edwall - rödhårig skådespelare/tältande fru i filmen
- Siv Ericks - flickans mor
- Gerd Hagman - journalist
- Ulla Sallert - skådespelare
- Carl-Olof Alm - man utanför korvbaren
- Manne Grünberger - rabbin
- Fred Hjelm - regiassistent
- Jan Jönson - skådespelare
- Per Myrberg - skådespelare på festen/apkvinnans manager i drömmen
- Christer Banck - kypare
- Björn Gedda - vitklädd huvudrollsinnehavare
- Fred Gunnarsson - berusad skådespelare
- Hans Sundberg - kypare
- Frank Sundström - teaterregissör
- Rolf Björkholm - reklamman
- Pierre Fränckel - konsthandlare
- Sandro Key-Åberg - tältande maken i filmen
- Nina Gunke - vitklädd huvudrollsinnehavarinna
- Bodil Malmsten - flickans syster som vuxen

### Ej krediterade
- Maria Lindberg - ledsen flicka
- Hans Lindgren - hotfull man
- Kurt Emke - reklamman
- Mårten Larsson - hovmästare
- Arne Ragneborn - knarkande granne
- Leif Ahrle - skådespelare på festen
- Johann Neumann - liten man i Gamla Stan
- Catrin Eggers - granne
- Plura Jonsson - orkestermedlem
- Carl Jonsson - orkestermedlem

## Musik i filmen
- Tristan och Isolde. Akt 1. Förspel, musik Richard Wagner
- Chelsea Street Parade, musik Lage Bergström, Plura Jonsson, Thomas Kuylenstierna, Curt-Åke Stefan och Tony Thorén
- Kaleidoskop, violin, piano, op. 50, musik César Cui
- Det var en sådan dag, musik Tore Berger
- Rtse 1963, musik Leo Rosenblüth
- Jag blir så glad när solen skiner, musik Kai Normann Andersen, svensk text Helge Roundquist
- Tangokavaljeren, musik Jules Sylvain, text Åke Söderblom
- Filmen i filmen, musik Bengt Ernryd
- U'zocer

### Fotnoter
1. ↑  läs online, Internet Movie Database , läst: 14 april 2016.[källa från Wikidata]
2. ↑  Česko-Slovenská filmová databáze, 2001.[källa från Wikidata]
3. ↑  Internet Movie Database, IMDb-ID: tt0074602co0047972.[källa från Wikidata]
4. ↑  Gradvall et al 2009, nr. 464